# Wilder Dwight Bancroft
Wilder Dwight Bancroft (1 de octubre de 1867-7 de febrero de 1953) fue un químico físico estadounidense, especializado en coloides.

## Biografía

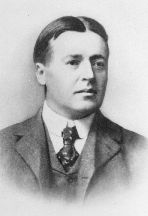
W.D. Bancroft

Nacido en Middletown, Rhode Island, obtuvo su graduación en la Universidad de Harvard en 1888, el doctorado por la Universidad de Leipzig en 1892, y doctorados honoris causa por la Universidad de Lafayette (en 1919) y por la Universidad de Cambridge (en 1923). Era nieto del historiador y estadista George Bancroft y bisnieto de Aaron Bancroft.
Comenzó su carrera como instructor ayudante de química en la Universidad de Harvard de 1888 a 1889 y de 1893 a 1894, obteniendo una plaza de titular en el curso 1894-1895. Por entonces obtuvo una plaza de profesor asistente en la Universidad de Cornell en 1895, llegando a titular en 1903. Fue elegido Socio de la Academia Americana de Artes y Ciencias en 1913.
Bancroft se formó con Wilhelm Ostwald y Jacobus Henricus van 't Hoff, e introdujo numerosos nuevos conceptos químicos sobre termodinámica y mezclas coloidales en la química-física de los Estados Unidos. Es conocido por la regla de Bancroft: un emulgente predominantemente hidrofílico estabiliza una emulsión de aceite en agua, mientras que un emulgente predominantemente hidrofóbico estabiliza una emulsión de agua en aceite.
Su hija, Mary Warner Bancroft (1896–1967) estuvo casada con otro eminente profesor de química de Cornell, Melvin Lorrel Nichols (1894–1981).

## Reconocimientos
- El cráter lunar Bancroft lleva este nombre en su honor.

## Lecturas relacionadas
- W. D. Bancroft (1913), Theory of emulsification, Journal of Physical Chemistry 17, 501 – 519.